# عبد حسن المجيد
عبد حسن المجيد (1949 - 2014) ضابط عراقي برتبة لواء، عُيّن معاوناً لرئيس جهاز المخابرات، سنة 1993 ثم أُقيلَ سنة 1995، بسبب ما قيل إنه انكشاف عدة عمليات اغتيال داخلية وخارجية نُسبت إلى جهاز المخابرات في تلك الفترة، وقد كان أثناء ذلك صاحب النفوذ الأقوى في المخابرات، وأصبح مسؤولاً مؤثراً في الأمن العامة، ثم عُيّن عضواً في المجلس الوطني العراقي، وحين لجأ حسين كامل المجيد إلى الأردن وأعلنَ معارضته لحكومة صدام حسين، زارَ عبد حسن المجيد الأردن 4 مرات لطمئنة ابن أخيه حسين كامل وإقناعه بالعودة إلى العراق، تزوج عبد حسن من حفيدة أحمد حسن البكر وهو أخو علي حسن المجيد الأصغر، وابن عم صدام حسين، عبد حسن هو أخو فاطمة حسن المجيد والدة لؤي خير الله طلفاح، وابنة عبد حسن هي زوجة لؤي، وكلهم ينتسبون إلى عشيرة ألبو ناصر، في شهر تشرين الثاني سنة 2003، أعلنَ مجلس الحكم عن قائمة الأشخاص المحجوزة أموالهم من أقارب صدام حسين، وذُكر فيها اسم عبد حسن المجيد، وفي يوم 21 نيسان سنة 2012 أُعلنَ حكم الإعدام على عبد حسن، بتهمة جرائم ضد الإنسانية، وبتهمة قتل المعارض طالب السهيل، ونُفّذَ الحكم في آذار سنة 2014.